# Cas superessiu
El cas superessiu és un cas gramatical que indica la situació al capdamunt o sobre la superfície d'alguna cosa. El nom d'aquest cas prové del llatí supersum, superesse: estar per sobre.
Mentre que la majoria de llengües comuniquen aquest concepte per mitjà de l'ús d'adposicions, n'hi ha algunes, com ara l'hongarès que en fan declinació.
Un exemple en hongarès seria: a könyveken vol dir "sobre dels llibres", literalment "els llibres-sobre".
En finès, el superessiu és un tipus d'adverbi, indicat amb el sufix -lla/-llä, per exemple:
kaikkialla vol dir "per tot arreu" (literalment "tot-a")
täällä vol dir "aquí" (de tämä - "aquest", lit. "en aquest lloc")